# Belba sarvari
Belba sarvari är en kvalsterart som beskrevs av Tolstikov 1995. Belba sarvari ingår i släktet Belba och familjen Damaeidae. Inga underarter finns listade.